# Ismaïl Sillach
Ismaïl Machmed Sillach (in ucraino Ісмаїл Махмед Сіллах?; Zaporižžja, 9 febbraio 1985) è un pugile ucraino.

## Palmarès

### Mondiali dilettanti
- 1 medaglia:
  - 1 argento (Mianyang 2005 nei pesi medi)

### Europei dilettanti
- 1 medaglia:
  - 1 argento (Plovdiv 2006 nei pesi medio-massimi)